# Градска општина Земун
Општина Земун је градска општина Града Београда на десној обали Дунава. Заузима површину од 15.356 ha, на којој живи 168.170 становника. Према подацима пописа 2022. Општина Земун има 177.908 становника.
Земун, некада засебан град, у саставу београдских општина је од 1934, с прекидом од 1941. до 1944. године. Године 2004. од дела Општине Земун формирана је Општина Сурчин.
Слава општине Земун је Воздвижење Часног Крста — Крстовдан (који се слави 27. септембра). Као дан општине слави се 5. новембар, датум када је српска војска ослободила Земун у Првом светском рату.

## Насеља
Урбана насеља:
| - 13. мај - Алтина - Батајница - Бачки Иловик - Војни пут I - Војни пут II - Галеника - Гардош - Говеђи брод - Горњи град - Доњи град - Железничка колонија | - Земун Бачка - Земун поље - Земунски кеј - Јеловац - Калварија - Камендин - Карађорђев трг - Колонија Змај - Мала пруга - Мухар - Меандри | - Насеље Свети Сава - Нова Галеника - Нови град - Плави хоризонти - Ретензија - Сава Ковачевић - Сутјеска - Ћуковац - Црвени барјак - Шангај - Школско добро |

Сеоска:
| - Бусије | - Грмовац | - Угриновци |

## Демографија
Национални састав општине Земун:
- Срби — 147.810 (87,89%)
- Роми — 5.599 (3,33%)
- Југословени — 995 (0,59%)
- Хрвати — 1.411 (0,84%)
- Црногорци — 748 (0,44%)
- остали

## Политика
Општинску власт врши Скупштина општине коју чини 57 одборника, Општинско веће и председник општине.

### Скупштина 2016.
На ванредним општинским изборима 24. априла 2016. било је пријављено 14 изборних листа, од којих је седам прешло изборни праг.
| Изборна листа | Изборна листа                           | Број мандата |
| ------------- | --------------------------------------- | ------------ |
|               | Александар Вучић – Србија побеђује      | 32           |
|               | Др Војислав Шешељ – СРС                 | 9            |
|               | ДЈБ – Саша Радуловић                    | 6            |
|               | Ивица Дачић – СПС – ЈС                  | 5            |
|               | Демократска странка – (ДС, НС)          | 3            |
|               | „Доказано сложни за Земун и Батајницу”А | 1            |
|               | Зелена странка – Zelená stranaБ         | 1            |
 – листа националне мањине
А – листа Коалиције Руске и Влашке странке
Б – листа Словака
Две конститутивне седнице скупштине су одржане 13. и 17. јуна. За председника скупштине поново је изабран Ненад Врањевац, а за председника општине такође је поново изабран Дејан Матић.

## Месне заједнице
- Батајница
- Земун Поље
- Нова Галеника
- Угриновци
- Блок 9а
- Блок 11ц